# Leptoneta waheulgulensis
Espèce
Leptoneta waheulgulensis est une espèce d'araignées aranéomorphes de la famille des Leptonetidae.

## Distribution
Cette espèce est endémique de l'île de Jeju-do en Corée du Sud.

## Étymologie
Son nom d'espèce, composé de waheulgul et du suffixe latin -ensis, « qui vit dans, qui habite », lui a été donné en référence au lieu de sa découverte, Waheulgul.

## Publication originale
- Namkung, 1991 : A new species of the lava cave dwelling leptonetid spider from Cheju-do, Korea (Araneae: Leptonetidae). Korean Arachnology, vol. 7, no 1, p. 29-33.